# Lactarius volemus
Lactarius volemus é uma espécie de fungo da família de cogumelos Russulaceae. É amplamente distribuído no hemisfério norte, em regiões de clima temperado da Europa, América do Norte e Ásia, bem como algumas regiões subtropicais e tropicais da América Central e Ásia. Como um típico fungo micorrízico, seu corpo frutífero cresce sobre o solo na base de várias espécies de árvores, do verão para o outono, individualmente ou em grupos. É apreciado como cogumelo comestível e vendido em mercados na Ásia. Vários outros cogumelos Lactarius se assemelham ao L. volemus, como a intimamente relacionada  espécie comestível L. corrugis, mas eles podem ser distinguidos por diferenças na distribuição e nas características macro e microscópicas. L. volemus produz uma esporada branca e tem esporos esféricos com cerca de 7 a 8  micrômetros de diâmetro.
A cor do cogumelo L. volemus varia do tom do damasco ao marrom-amarelado, e seu "chapéu" (píleo) pode medir até 11 centímetros de largura. As lamelas amarelo-dourado pálidas na parte inferior do chapéu são espaçadas e por vezes bifurcadas. Uma das características mais marcantes desse cogumelo é a grande quantidade de látex ("leite") que exala quando as lamelas são danificadas. Por conta disso, a espécie recebeu vários nomes populares em língua inglesa como weeping milk cap e voluminous-latex milky. O fungo também tem um peculiar cheiro de peixe, o que não altera seu sabor. Os corpos frutíferos foram analisados quimicamente e constatou-se que contem vários esteróis relacionadas com o ergosterol, alguns dos quais exclusivos desta espécie. O cogumelo também contém uma borracha natural que tem sido estudada quimicamente. A análise filogenética sugere que o L. volemus representa várias espécies ou subespécies, ao invés de um único táxon.

## Taxonomia e nomenclatura
A primeira menção de Lactarius volemus na literatura científica foi feita no livro Species Plantarum de Carolus Linnaeus, em 1753, sob o nome de Agaricus lactifluus. Em 1821, o micologista sueco Elias Magnus Fries o chamou de Agaricus volemus em seu Systema Mycologicum. Neste trabalho, ele propôs o agrupamento de espécies relacionadas (chamado de tribus, ou tribo) dentro do género Agaricus, que ele chamou de Galorrheus. Fries posteriormente reconheceu os Lactarius como um gênero distinto na sua obra Epicrisis Systematis Mycologici de 1838, citando o termo Galorrheus como sinônimo; foi nesta publicação que a espécie foi chamada pela primeira vez com o nome pelo qual é conhecida hoje.
Apesar de Linnaeus ter publicado a espécie antes de Fries, o nome dado por Fries é sancionado e, portanto, tem prioridade nomenclatural. Em 1871, Paul Kummer elevou a maioria das tribos de Fries para uma classificação genérica, e então renomeou a espécie como Galorrheus volemus. A variedade L. volemus var. subrugosus foi identificada por Charles Horton Peck em 1879, mas atualmente é classificada como uma espécie separada, a L. corrugis. Em 1891, Otto Kuntze moveu a espécie para os Lactifluus, um gênero que já tinha sido desdobrado em Lactarius. Outro sinônimo histórico é Lactarius lactifluus, usado por Lucien Quélet em 1886, um renomeamento baseado no Agaricus lactifluus de Linnaeus. Lactarius wangii, relatado em 2005 por Hua-An Wen e Jian-Zhe Ying como sendo uma nova espécie da China, foi sinonimizado dois anos depois com o L. volemus.
O epíteto específico "volemus" é derivado do latim vola, que significa "o oco da mão", sugestivo da referência de Fries à grande quantidade de látex "fluindo o suficiente para encher a mão". Os nomes populares em língua inglesa para o L. volemus incluem: weeping milk cap, tawny milkcap, orange-brown milky, voluminous-latex milky, lactarius orange, fishy milkcap, e apricot milk cap. Nas montanhas da Virgínia Ocidental, Estados Unidos, o cogumelo é chamado de "leatherback" ou "bradley". O último nome pode ter origem de seu nome em alemão, Brätling.

## Filogenia
Lactarius volemus é a espécie-tipo da seção Dulces, dentro do subgênero Lactifluus. Este agrupamento inclui espécies com o píleo seco, látex abundante e uma impressão de esporos (técnica usada na identificação de fungos) branca ou creme pálido. Como a espécie L. corrugis tem sobreposição de caracteres morfológicos, incluindo a coloração do píleo e do tronco semelhantes, é difícil distinguir de maneira precisa as duas espécies. A dificuldade em diferencia-los é aumentada ainda mais pelo fato de que ambas as espécies têm várias cores: espécimes japonesas de L. volemus podem ter um píleo vermelho, um píleo amarelo com uma haste longa, ou uma textura aveludada; os píleos de L. corrugis pode ser vermelhos, comumente cor de ferrugem. Em 2005, pesquisadores japoneses esclareceram as relações entre estas duas espécies e de várias outras da seção Dulces usando filogenética molecular, e, comparando as diferenças da composição de ácidos graxos, a morfologia e o sabor. O grupo de variantes de cor filogeneticamente em diferentes subclados, sugerindo que eles poderiam ser melhor considerados "diferentes espécies, subespécies ou variedades". Em 2010, um estudo molecular de L. volemus do norte da Tailândia descobriu que os 79 espécimes testados podem ser divididos em 18 espécies filogenéticas distintas; seis destas foram descritas como novas espécies: L. acicularis, L. crocatus, L. distantifolius, L. longipilus, L. pinguis e L. vitellinus.

## Descrição

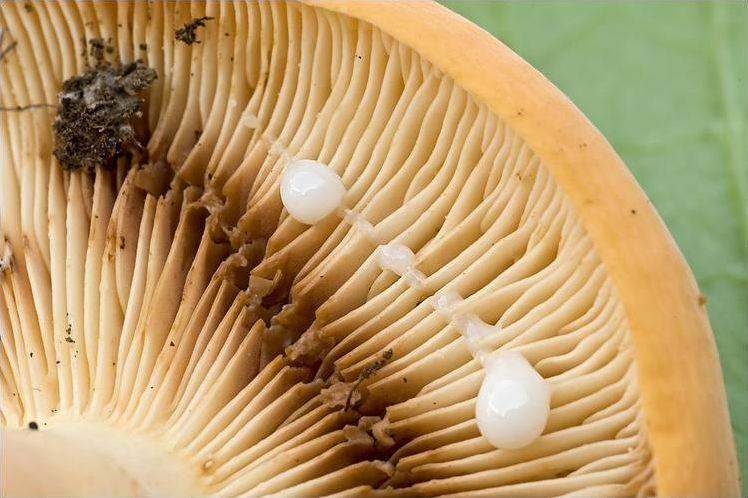
Um pequeno arranhão é suficiente para que o látex seja liberado. Ele pode tornar-se marrom após a exposição ao ar, além de manchar os tecidos com que entra em contato.

O corpo frutífero do Lactarius volemus tem um píleo carnudo e firme com uma superfície lisa ou aveludada e uma forma que muda de acordo com sua maturidade: ele é inicialmente convexo, com bordas curvas para dentro, e depois cresce plano, com uma depressão no meio. Com um diâmetro típico de 5 a 11 centímetros, sua cor varia do tom do damasco ao marrom-amarelado. A coloração do píleo, no entanto, é um pouco variável, como foi observado em espécimes da Ásia, Europa e América do Norte. A haste ou estipe, cuja altura varia entre 4 e 12 centímetros, e que normalmente possui entre 1 e 1,5 cm de espessura, tem uma coloração ligeiramente mais clara que o píleo. É firme, com uma superfície aveludada ou suave que às vezes tem depressões correndo longitudinalmente ao longo de todo o seu comprimento.
As lamelas são finas e frágeis, por vezes bifurcadas, e muito espaçadas entre si. Normalmente tem uma coloração amarelo-dourado pálido e ficam marrons após sofrerem uma agressão externa. Intercaladas entre as lamelas estão as lamélulas, prolongamentos curtos que não se estendem até o caule. A carne é esbranquiçada e firme. O cheiro do cogumelo é controverso; uma fonte sugere que seu odor é equivalente a de um peixe morto. O odor é exalado principalmente quando os corpos frutíferos estão secos. Uma das características mais distintivas do cogumelo é a grande quantidade de látex, tão abundante que apenas um pequeno arranhão nas lamelas é suficiente para faze-lo "chorar" a substância leitosa. O látex tende a manchar de marrom a superfície com que entra em contato.

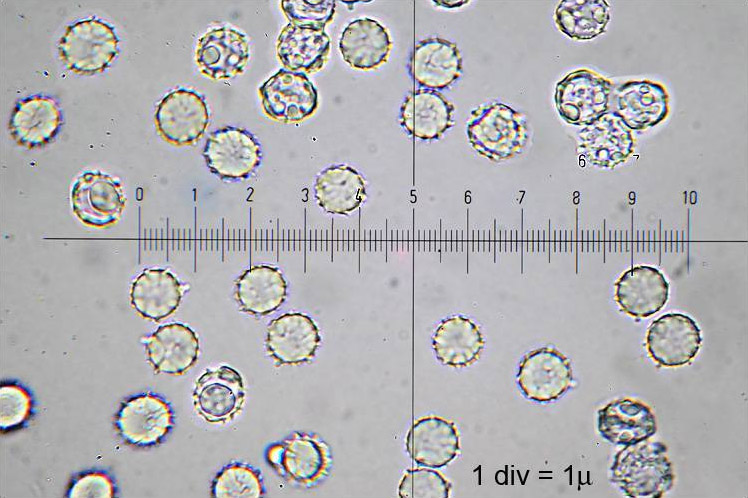
Imagem microscópica dos esporos. Eles são esféricos, hialinos e reticulados.

A impressão de esporos, técnica usada na identificação de fungos, é esbranquiçada. Os esporos são aproximadamente esféricos, translúcidos (hialinos), e, normalmente, medem 7,5 a 10 por 7,5 a 9 micrômetros (µm). A superfície dos esporos é reticulada, coberta com sulcos que formam uma rede complexa. As cristas atingem 0,8 µm de altura e têm projeções notáveis de até 1,2 µm. As células que produzem os esporos no himênio, os basídios, são claviformes, hialinas, com quatro esporos cada e têm dimensões de 40 a 62 por 7,2 a 10,4 µm. Intercaladas entre os basídios estão as células estéreis chamadas de cistídios. Os pleurocistídios (cistídios ao lado de uma lamela) são grosseiramente fusiformes ou claviformes e medem de 48 a 145 por 5 a 13 µm. Os queilocistídios (cistídios na borda de uma lamela) podem ser fusiformes, claviformes, apiculados ou intermediário entre essas formas, e medem 27 a 60 por 5 a 7 µm. Além disso, há cistídios presentes na superfície do píleo e do tronco do fungo. Se uma gota de sulfato de ferro (usado como teste químico na identificação de cogumelos) é aplicada à carne de L. volemus, ela será imediatamente tingida com uma tonalidade verde-azulada escura.

### Variedades

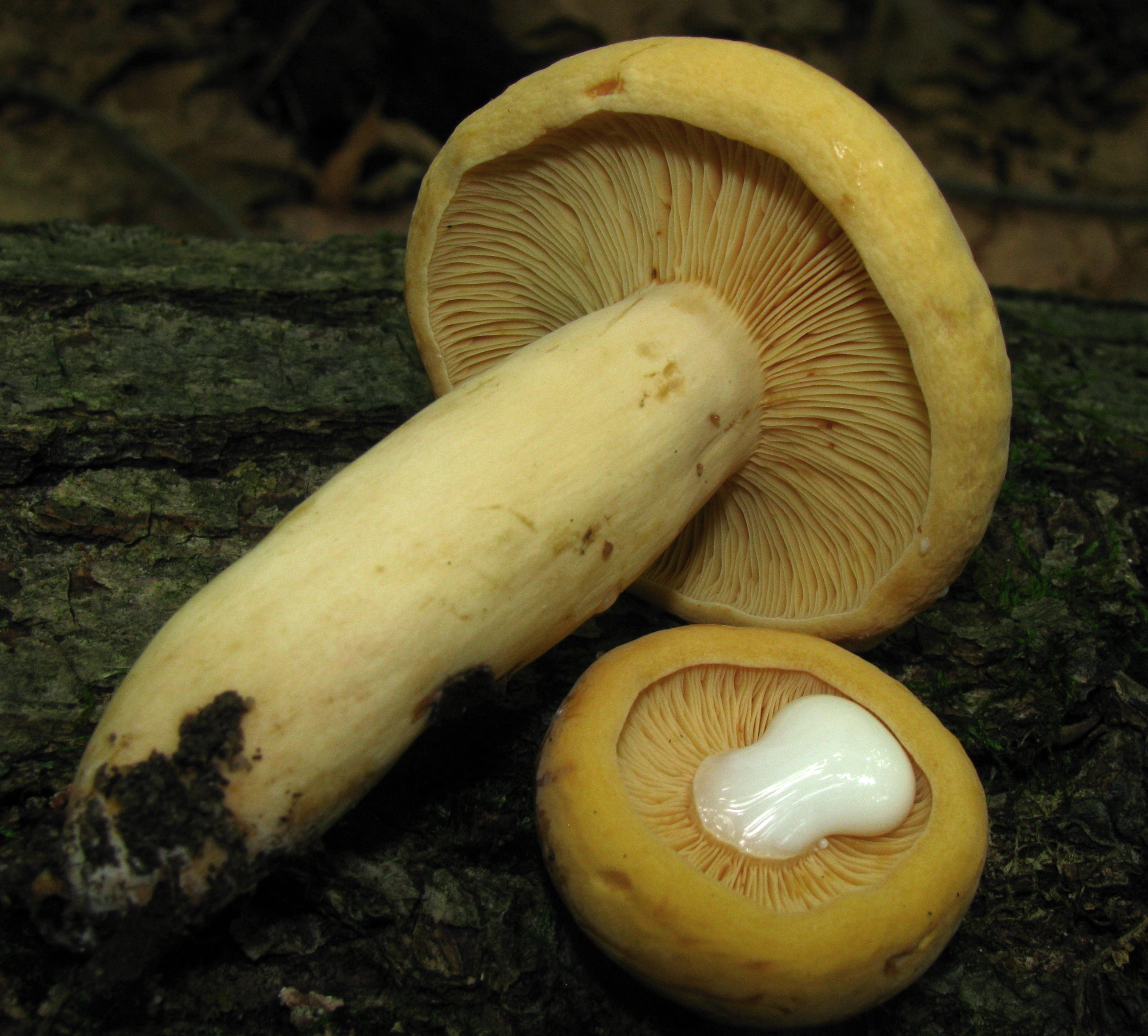
Lactarius volemus var. flavus

A variedade Lactarius volemus var. flavus foi descrita em 1979 por Alexander H. Smith e Lexemuel Ray Hesler na monografia deles sobre as espécies norte-americanas de Lactarius. Esta rara variedade, encontrada no sudeste dos Estados Unidos (numa região que vai desde a Carolina do Sul até a Flórida e estendendo-se a oeste até o Texas), tem um píleo que fica amarelo durante todo o seu desenvolvimento. Ela também tem esporos ligeiramente menores do que os da variedade comum: 6,5 a 9 por 6 a 8 µm. Alguns autores consideram o raramente coletado L. volemus var. oedematopus, encontrado na região central e sul da Europa, uma variedade distinta das demais por ter uma haste mais espessa e um píleo marrom-avermelhado. Esta avaliação não é universalmente aceita, possivelmente porque ela cai dentro do intervalo de variação morfológica mostrada pela variedade principal. Uma outra variedade, L. volemus var. asiaticus, foi nomeada em 2004 com base em espécimes vietnamitas; ela associa-se com o pinheiro-de-khasia (Pinus kesiya), e tem corpos frutíferos pequenos, marrons e aveludados. Em geral, pouca significância taxonômica tem sido atribuída às diversas variedades de L. volemus que foram propostas.

### Espécies similares
Lactarius volemus está intimamente relacionado com o L. corrugis, e geralmente tem uma aparência bastante similar. L. corrugis apresenta mais rugas na superfície, as lamelas são mais escuras, o odor é discreto ou ausente, e a coloração é menos alaranjada; no entanto, formas com cores intermediárias podem ser encontradas. As duas espécies podem ser distinguidas de forma mais precisa através de suas características microscópicas: L. corrugis tem esporos tipicamente maiores, 10,4 a 12,8 por 9,6 a 11,8 µm, com um retículo mais grosseiro na superfície, além de um maior pleurocistídio. Lactarius hygrophoroides também se assemelha ao L. volemus, mas difere deste por ter lamelas espaçadas e esporos sem as reticulações na superfície.
A espécie zambiana Lactarius chromospermus tem uma semelhança superficial com a L. volemus, mas a primeira, além de sua ocorrência no continente africano, pode ser identificada por sua impressão de esporos num tom marrom-canela, única em toda a família Russulaceae. L. subvelutinus também é semelhante à L. volemus, mas não apresenta o característico odor de peixe morto, além de possuir um píleo de coloração amarelo-laranja a um laranja-dourado brilhante, lamelas estreitas e um látex branco que não muda de cor quando liberado ou em contato com alguma superfície. A espécie Lactarius austrovolemus também está intimamente relacionada, mas tem lamelas muito mais próximas entre si, enquanto o L. lamprocystidiatus só pode ser distinguindo de modo confiável do L. volemus pelas características microscópicas: as reticulações em seus esporos são mais altas e mais afiladas, e as malhas formadas pelas interseções das reticulações são bem menores. Tanto o L. austrovolemus como o L. lamprocystidiatus são encontrados exclusivamente na Papua-Nova Guiné.

## Culinária e outros usos
Apesar do cheiro desagradável de peixe que é exalado após o cogumelo ser colhido, o L. volemus é comestível e recomendado para uso culinário, muito embora o Lactarius típico tenha uma textura ligeiramente granular, que alguns podem achar pouco apetitoso. O odor desaparece durante o cozimento e o látex tem um sabor suave. É melhor preparado pelo cozimento lento afim de impedir que se torne demasiado duro; espécimes que foram reidratadas após terem sido secas, exigem um tempo maior de cozimento para eliminar a textura granulada. O cogumelo também é utilizado em receitas de ensopados e molhos espessos. O uso de frigideira não é uma técnica de cozimento recomendada devido à grande quantidade de látex que flui. L. volemus é uma das várias espécies de Lactarius que são vendidas em mercados rurais na província de Yunnan, China, e está entre as mais populares espécies de cogumelos comestíveis silvestres colhidos para consumo e venda no Nepal. No livro de 2009 de Bessette e colaboradores, sobre as espécies de Lactarius da América do Norte, o fungo é considerado "o cogumelo-de-leite comestível  mais conhecido e mais popular" no leste dos Estados Unidos. Um estudo turco da composição nutricional dos corpos frutíferos concluiu que L. volemus é uma boa fonte de proteínas e carboidratos.

### Substâncias bioativas

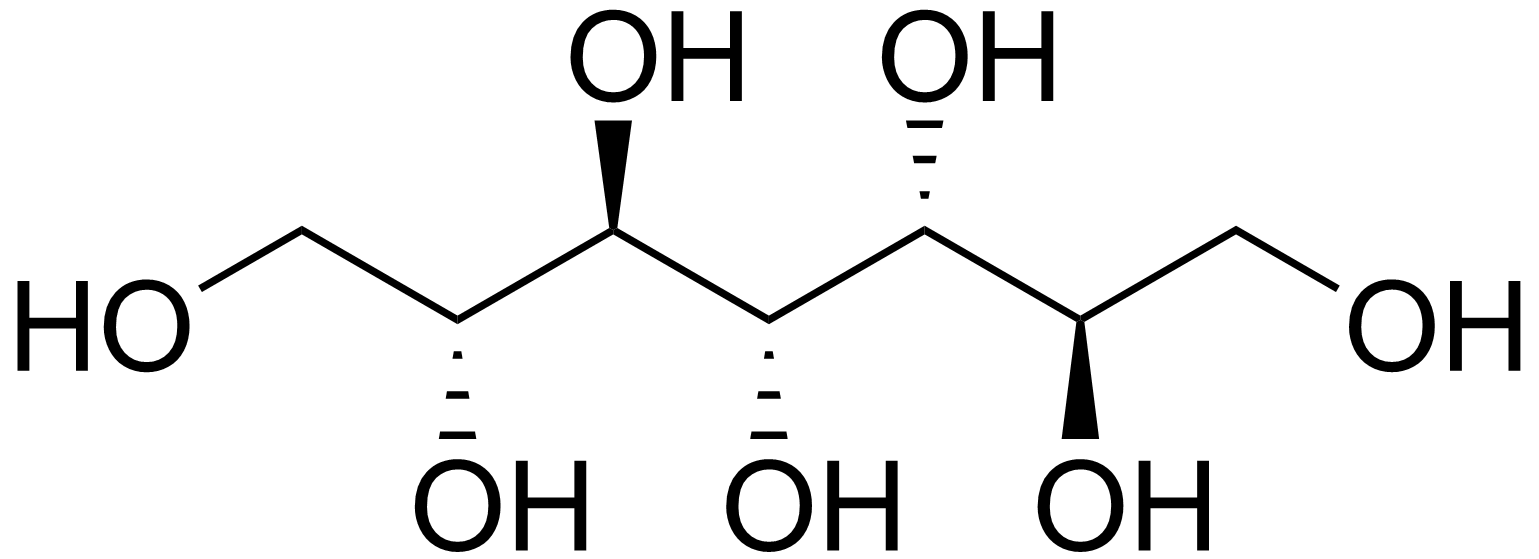
Estrutura química do volemitol.

O corpo frutífero contém uma única molécula de esterol chamada volemolida, um derivado do esterol ergosterol, comum entre os fungos, que pode ter aplicação na quimiotaxonomia fúngica. Um estudo de 2001, identificou mais nove esteróis, três dos quais eram desconhecidos para a ciência. Segundo os pesquisadores, esses tipos de compostos altamente oxigenados - semelhantes aos esteróis encontrados em corais moles e esponjas marinhas - são raros em fungos. O cogumelo contém também volemitol (D-glicero-D-manoheptitol), um poli-álcool de sete carbonos isolado pela primeira vez na espécie pelo cientista francês Émile Bourquelot em 1889. O volemitol é encontrado como monossacarídeo em muitas espécies de plantas e algas pardas.
Devido o conteúdo natural de poli-isopreno nos corpos frutíferos, que corresponde de 1,1 a 7,7% de seu peso seco, esta porção do L. volemus pode ser usada para produzir borracha. A estrutura química da borracha produzida a partir do cogumelo consiste de um homólogo de poliprenol de alto massa molecular, organizado como um grupo dimetilalil, duas unidades trans de isopreno, uma longa sequência de isoprenos cis (entre 260 e 300 unidades), encerrados por uma hidroxila ou éster de ácido graxo. Biossinteticamente, a formação do poli-isopreno começa com o composto trans,trans-farnesil pirofosfato, e acredita-se que termina com uma esterificação de pirofosfato de poli-isoprenil. A enzima isopentenil-difosfato delta isomerase tem sido identificada como necessária para o começo da síntese de borracha em L. volemus e várias outras espécies Lactarius.

## Ecologia, distribuição e habitat

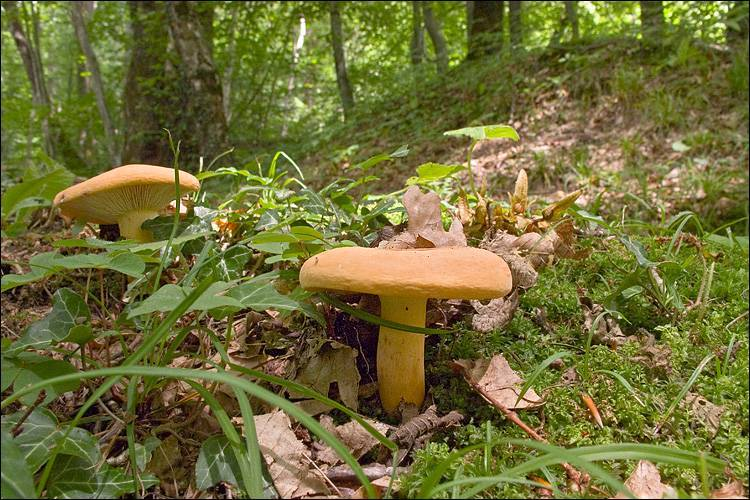
Espécimes numa floresta temperada dos Alpes Julianos, na Eslovênia.

Como todas as espécies de Lactarius, o L. volemus forma ectomicorrizas, uma associação simbiótica mutuamente benéfica com várias espécies de árvores. Nesta associação, as hifas do fungo crescem em torno da raiz da planta e entre as suas células corticais, mas que na verdade não chegam a penetrá-las. As hifas se estendem para fora no solo, aumentando a área da superfície de absorção afim de ajudar a planta a captar nutrientes do solo. Pode ser encontrado crescendo na base de árvores coníferas e caducas, embora seja mais comum em matas decíduas. Também pode, por vezes, ser encontrado em "tapetes" de turfas. Os corpos frutíferos, que aparecem entre o verão e o outono, são comuns. Podem ser encontrados crescendo solitariamente ou em grupos, e são mais abundantes no clima quente e úmido.
Os corpos frutíferos podem ser habitados por espécies de moscas da família Limoniidae, como Limonia yakushimensis ou do gênero Discobola, bem como várias espécies de ácaros que habitam fungos. As moscas servem de abrigos para os ácaros em uma associação simbiótica conhecida como phoresis, na qual os ácaros são carregados mecanicamente pelo seu "anfitrião". Os ácaros são pequenos e incapazes de migrar a distâncias relativamente longas entre os cogumelos sem tal ajuda; os insetos carreadores, por sua vez, são grandes e podem transferir os ácaros entre os seus locais preferidos de alimentação.
Lactarius volemus é encontrado em regiões de clima temperado ameno, assim como em algumas áreas subtropicais e tropicais do hemisfério Norte. O fungo é amplamente distribuído em toda a Europa, embora esteja em declínio em alguns países. Ele tornou-se raro o suficiente nos Países Baixos (e Flandres) a ponto de ser considerado localmente extinto. Nas Américas, o limite mais ao norte de sua distribuição atinge o sul do Canadá nas Grandes Planícies, e a espécie se estende ao sul da costa leste dos Estados Unidos e México, atingindo a América Central (Guatemala). É também conhecida na Ásia, incluindo China (montanhas Qinling, províncias de Guizhou e Yunnan), Japão, Índia, Coreia, Nepal e Vietnã. Coletas também foram feitas no Oriente Médio, incluindo Irã e Turquia.